# Saurauia conzattii
Saurauia conzattii är en tvåhjärtbladig växtart som beskrevs av Buscalioni. Saurauia conzattii ingår i släktet Saurauia och familjen Actinidiaceae. Inga underarter finns listade i Catalogue of Life.